# لایحه وام و اجاره

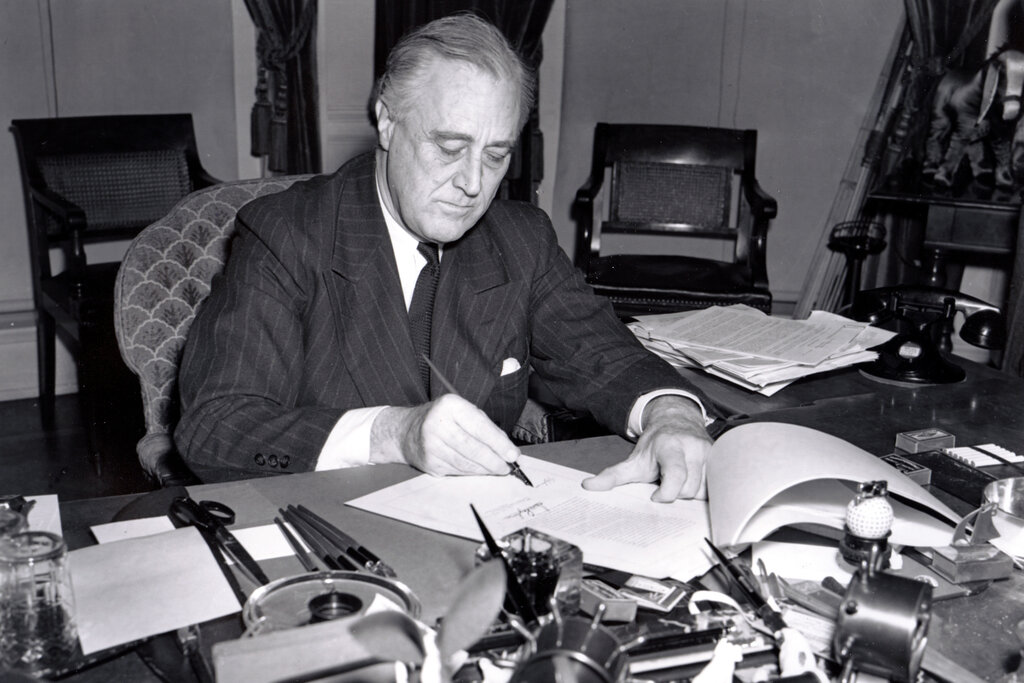
فرانکلین روزولت، رئیس‌جمهور وقت ایالات متحده آمریکا، لایحه وام و اجاره را برای کمک به بریتانیا و چین امضا کرد (مارس ۱۹۴۱)

قانون وام و اجاره (به انگلیسی: Lend-Lease Act) که با عنوان قانونی برای ترویج دفاع از ایالات متحده آمریکا معرفی شد، سیاستی بود که بر اساس آن، آمریکا بین سال‌های ۱۹۴۱ و ۱۹۴۵ به بریتانیا، شوروی و سایر متفقین تسلیحات، نفت و مواد غذایی عرضه می‌کرد. تصور بر این بود که چنین کمکی برای دفاع از آمریکا ضروری است؛ این کمک‌ها شامل کشتی‌ها و هواپیماهای جنگی به همراه سایر تسلیحات بود. این قانون در ۱۱ مارس ۱۹۴۱ امضا و اجرایی شد و در ۲۰ سپتامبر ۱۹۴۵ به پایان رسید. به‌طور کلی، کمک‌ها رایگان بود اگرچه برخی از سخت‌افزارها (مانند کشتی‌ها) پس از جنگ بازگردانده شدند.
در مجموع ۵۰٫۱ میلیارد دلار (معادل ۶۹۰ میلیارد دلار در سال ۲۰۲۰) تدارکات ارسال شد که برابر ۱۷٪ از کل هزینه‌های نظامی آمریکا بود. در مجموع ۳۱٫۴ میلیارد دلار به بریتانیا، ۱۱٫۳ میلیارد دلار به شوروی، ۳٫۲ میلیارد دلار به فرانسه، ۱٫۶ میلیارد دلار به چین و ۲٫۶ میلیارد دلار به سایر متفقین اختصاص یافت. سیاست‌های وام‌ و اجاره معکوس شامل خدماتی مانند اجاره‌ی پایگاه‌های هوایی بود که به آمریکا اختصاص می‌یافت و در مجموع ۷٫۸ میلیارد دلار بود؛ از این میزان، ۶٫۸ میلیارد دلار از بریتانیا و قلمرو کشور‌های مشترک المنافع تأمین شده‌است. شرایط قرارداد مقرر می‌کرد که این ادوات تا زمان بازگرداندنی یا نابودی مورد استفاده قرار گیرد. در عمل، تجهیزات بسیار کمی برگردانده شد و بیشتر آن‌ها در طول جنگ نابود شدند. تسلیحاتی که پس از تاریخ فسخ رسید، با تخفیف ۱٫۰۷۵ میلیارد پوندی با استفاده از وام‌های بلندمدت از سوی آمریکا به بریتانیا فروخته شد. 
کانادا برنامه مشابه و کوچکتری را به نام هدیه میلیارد دلاری و کمک متقابل (به انگلیسی: Billion Dollar Gift and Mutual Aid) اجرا کرد که در طی آن وام‌هایی به ارزش ۱ میلیارد دلار و ۳٫۴ میلیارد دلار به عنوان تدارکات و خدمات به بریتانیا و سایر متحدین خود ارسال کرد.
قانون وام و اجاره عملاً به تظاهر بی‌طرفی آمریکا که در قوانین بی‌طرفی دهه ۱۹۳۰ ذکر شده بود، پایان داد. این گامی قاطع از سیاست غیر مداخله گرایانه و حمایت آشکار از متفقین بود. هری هاپکینز، مشاور ارشد سیاست خارجی روزولت، کنترل مؤثری بر وام و اجاره داشت و مطمئن بود که با اهداف سیاست خارجی روزولت همسو است.